# Leah Vaughan
Leah Vaughan (London, Ontario; 1 de octubre de 1987) es una luchadora profesional y mánager canadiense, también conocida por su nombre artístico Leah Von Dutch.

## Carrera profesional

### Primeros años (2011-2012)
Tuvo sus inicios a principios de 2011, donde haría apariciones en la ferpería de la lucha libre: anunciando el ring, actuando como árbitro, vendiendo entradas y mercancía. También fue emparejada con Cody Deaner en NEO Wrestling, para quien actuó como mánager.
Vaughan recibió algunos entrenamientos tempranos de Derek Wylde, pero los horarios conflictivos dificultaron el entrenamiento constante. Hizo su debut en el ring en septiembre de 2011. contra Cherry Bomb; ese mismo mes, ganó un concurso de ensayos organizado por el exluchador profesional Edge que tiene como premio una beca para entrenar en Squared Circle Training en Toronto (Canadá).

### Circuito independiente (2013-presente)

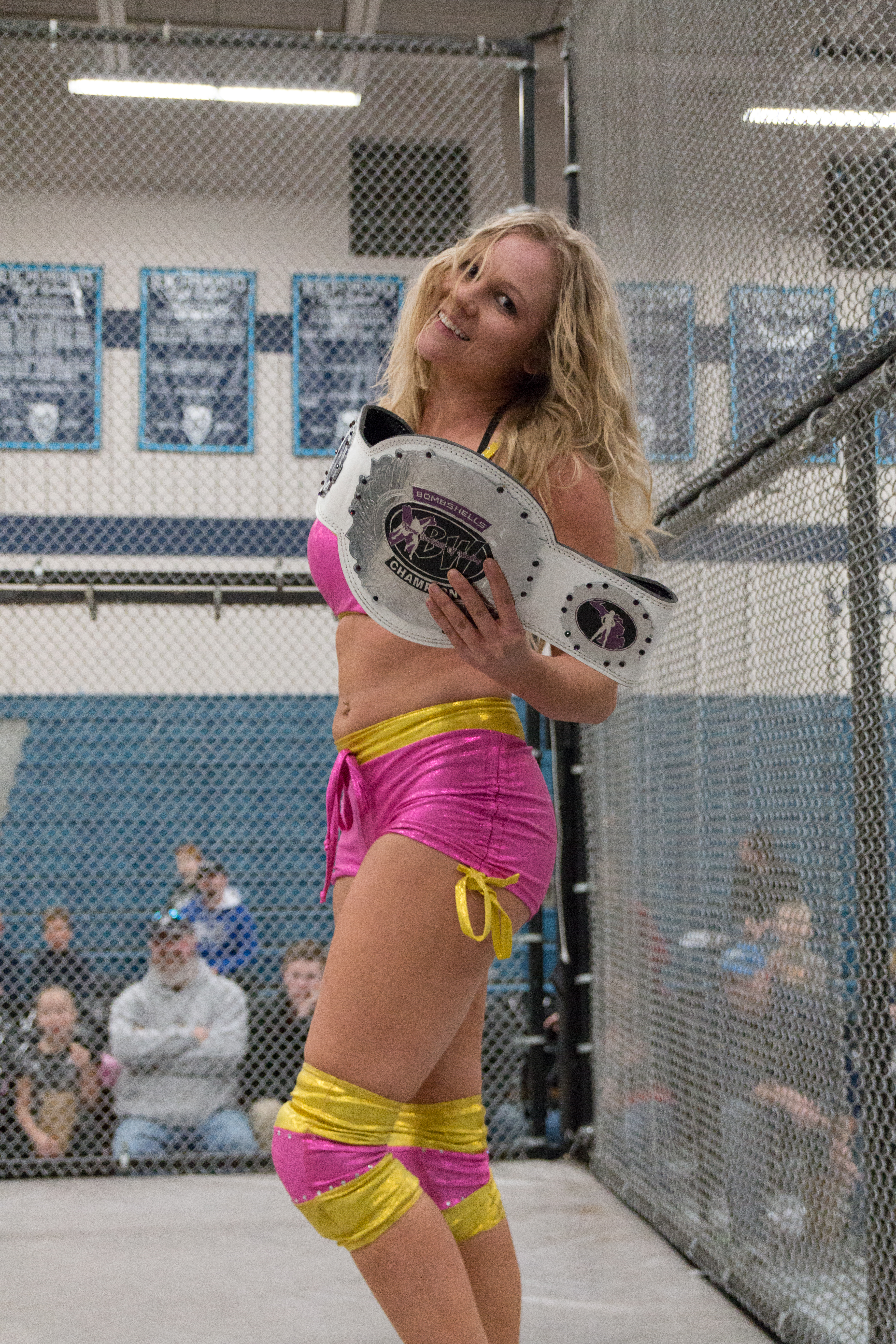
Leah Vaughan en 2014.

Vaughan ha hecho apariciones con Chikara, donde se enfrentó a Sara Del Rey en dos ocasiones. Apareció en las grabaciones de SHIMMER de abril de 2013, donde formó parte de un combate tag team de seis hombres en el primer día de grabaciones. Al día siguiente, hizo su aparición ante las cámaras cuando compitió contra Rhia O'Reilly en un combate para SHIMMER Volume 56.
Ella ha hecho múltiples apariciones con Shine Wrestling, apareciendo en los shows números 6, 13, 16, 19 y 22 a 25. También ha aparecido con Ring of Honor, Shine Wrestling, 2CW, Reina x World y nCw Femmes Fatales. Ha realizado varias giras por el Reino Unido y Europa, en 2013 y 2014 donde apareció en una docena de shows diferentes allí. Anunció en abril de 2016 que había firmado un acuerdo con la promoción nipona World Wonder Ring Stardom.
Había aparecido en varias ocasiones en la World Wrestling Entertainment, actuando como una de las Rosebuds de Adam Rose.
En marzo de 2017 Vaughan se convirtió en la primera campeona femenina de Clash Wrestling, aunque la perdió ante Nevaeh tres meses después.
Fue nombrada por el sitio web DivaDirt como una de "The Five to Watch" en 2012.
El 8 de septiembre de 2016, Vaughan, como Leah Von Dutch, fue derrotada por Ember Moon en una grabación de NXT.
En septiembre de 2017, Vaughan anunció que se tomaba un descanso de la lucha libre profesional para centrarse en otros proyectos.

## Vida personal
Además de la lucha libre, también ha hecho una aparición en un vídeo musical de la banda The Creekside Strays. así como en uno de Joey Stylez. Es licenciada en Kinesiología por la Universidad de Windsor y tiene un diploma de Esteticismo por el Fanshawe College.

## Campeonatos y logros
- Absolute Intense Wrestling
  - Absolute Women's Championship (1 vez)[25]
- Clash Wrestling
  - CLASH Women's Champion (1 vez)[19]
- Pure Wrestling Association
  - PWA Women's Elite Championship (1 vez)[26]
- Vicious Outcast Wrestling
  - Queen of the Ring (1 vez)
- Xtreme Bombshell Wrestling
  - XBW Bombshells Championship (1 vez)[33][27]